# Барруа, Пьер
Пьер Барруа (фр. Pierre Barrois; 1774—1860) — французский военный, дивизионный генерал (1811 год), граф (1814 год), участник революционных и наполеоновских войн. Имя генерала выбито на Триумфальной арке в Париже.

## Биография
Родился в семье Жак-Франсуа Барруа (фр. Jacques-François Barrois), булочника из Линьи, и Маргерит Жерар (фр. Marguerite Gérard) из Велена.
12 августа 1793 года начал службу в батальоне разведчиков Мёза, 12 сентября награждён званием лейтенанта, и 15 октября со своей частью принял участие в сражении при Ваттиньи. С 1794 года, после амальгамы его батальона с егерями Севенны, служит в 9-й полубригаде лёгкой пехоты. Сражается в рядах Северной и Самбро-Маасской армий под началом генерала Марсо, затем Гоша. Участвовал в сражениях при Флёрюсе и Рёре. 14 апреля 1796 года стал старшим аджюданом, 22 сентября того же года – старший аджюдан в звании капитана в ходе второй блокады Майнца.
Продолжил службу в Бресте, Вандее, затем в Италии. Поддержал переворот 9 ноября 1799 года. 14 июня 1800 года отличился в составе 9-го лёгкого полка в сражении при Маренго, 26 октября 1800 года назначен командиром батальона 9-го лёгкого полка.
16 июня 1803 года в Париже женился на Аделаиде Левек де Вильморен (фр. Adélaïde Levesque de Vilmorin; 1775—1860).
5 октября 1803 года стал командиром 96-го полка линейной пехоты. Служил под началом маршала Нея в лагере Монтрёй. 20 марта 1804 года входил в состав Военной комиссии, которая приговорила к смертной казни герцога Энгиенского, причём Барруа был единственным, кто проголосовал за отсрочку исполнения приговора.
Принимал участие в кампаниях 1805, 1806 и 1807 годов в рядах дивизии Дюпона, отличился в сражениях при Хаслах-Юнгингене и Фридланде. 14 февраля 1807 года произведён в бригадные генералы, и назначен командиром 2-й бригады 1-й пехотной дивизии 1-го армейского корпуса Великой Армии.
С 1808 года служил на Пиренейском полуострове, сражался при Эспиносе, Сомосьерре, Уклесе, Меделине и Талавере. После гибели в сражении при Барросе генерала Рюффена, исполнял обязанности командира 1-й пехотной дивизии 1-го корпуса. 27 июня 1811 года произведён в дивизионные генералы, и 7 сентября получил под своё начало 2-ю пехотную дивизию. Во главе новой для себя дивизии оккупировал 4 декабря 1811 года Альхесирас, в 1812 году участвовал во взятии Сент-Роха и Лос-Барриоса.
9 февраля 1813 года отозван в состав Великой Армии в Саксонию, и возглавил 2-ю дивизию Молодой гвардии, сражался при Баутцене, Райхенбахе, Гёрлице, Дрездене и Лейпциге. 16 декабря 1813 года стал во главе 4-й дивизии Молодой гвардии. В январе 1814 года сражался на территории Бельгии с 1-й дивизией Молодой гвардии, отличился в сражении 31 марта 1814 года при Куртре.
После первой реставрации Бурбонов не получил назначения, и удалился в своё поместье. Во время «Ста дней» вновь присоединился к Императору и 2 апреля 1815 года возглавил хорошо знакомую ему 1-ю пехотную дивизию Молодой гвардии. Сражался при Флёрюсе, при Ватерлоо был ранен пулей в левое плечо.
С 1 августа 1815 года без назначения, 1 января 1825 года вышел в отставку. После июльской революции вернулся на службу и возглавил 3-й военный округ в Меце, принял участие в Бельгийской кампании, командуя 1-й пехотной дивизией Северной армии, затем занимал пост генерального инспектора пехоты, 30 мая 1848 года окончательно вышел в отставку. Умер 18 октября 1860 года в городке Вилье-сюр-Орж в возрасте 85 лет, и был похоронен на кладбище Пер-Лашез.

## Воинские звания
- Лейтенант (12 сентября 1793 года);
- Капитан (22 сентября 1796 года);
- Командир батальона (26 октября 1800 года);
- Полковник (5 октября 1803 года);
- Бригадный генерал (14 февраля 1807 года);
- Дивизионный генерал (27 июня 1811 года).

## Титулы

Герб графа.

- Герб графа.Барон Барруа и Империи (фр. baron Barrois et de l'Empire; декрет от 19 марта 1808 года, патент подтверждён 24 февраля 1809 года);
- Граф Барруа и Империи (фр. comte Barois et de l'Empire; декрет от 19 ноября 1813 года, патент подтверждён 21 февраля 1814 года)[2].

## Награды
Легионер ордена Почётного легиона (11 декабря 1803 года)
 Офицер ордена Почётного легиона (14 июня 1804 года)
 Командор ордена Почётного легиона (25 декабря 1805 года)
 Великий офицер ордена Почётного легиона (11 июля 1807 года)
 Кавалер ордена Железной короны (23 декабря 1807 года)
 Кавалер военного ордена Святого Людовика (1 сентября 1819 года)
 Большой крест ордена Почётного легиона (30 апреля 1836 года)